# Рибо, Александр
Александр Феликс Жозеф Рибо (фр. Alexandre Félix Joseph Ribot; 7 февраля 1842, Сент-Омер, департамент Па-де-Кале — 13 января 1923, Париж) — французский политик и государственный деятель, пять раз возглавлял совет министров Франции в годы Третьей республики.
Александр Рибо, после получения юридического образования работал адвокатом.
В 1878 году избран в Палату депутатов, где, примкнув к левому центру, боролся против амнистии и возвращения палат в Париж.
Как сотрудник журнала «Parlement», выступил противником мер, принятых по отношению к духовным конгрегациям.
Рибо занял в палате влиятельное положение и стал одним из лидеров и главным оратором республиканской консервативной группы; он принимал деятельное участие в обсуждении финансовых вопросов (был докладчиком бюджета 1883 года) и вопросов внешней политики. Так, он сильно критиковал тонкинскую экспедицию и содействовал падению министерства Ферри в 1885 году.
В 1890 году Рибо получил в кабинете Фрейсине портфель министра иностранных дел, который сохранил и в кабинете Лубе 1892 года.
В качестве министра иностранных дел содействовал сближению Российской Империи и Франции, показателем чего стало посещение Кронштадта французской военной эскадрой во главе с адмиралом Жерве.
После падения кабинета Лубе, Рибо сформировал в начале 1893 года своё первое правительство, в котором он также занял и пост министра внутренних дел.
Правительство Рибо поддерживало политику «республиканской концентрации». Рибо провёл закон о передаче судам исправительной полиции дел о проступках в печати против иностранных правительств или их представителей.
В апреле 1893 года кабинет Рибо пал, вследствие несогласия между палатой и сенатом по вопросу о бюджете.
В январе 1895 года, после падения второго кабинета Дюпюи и выхода в отставку президента Перье, Рибо сформировал новое министерство из радикалов и умеренных республиканцев, в котором он также занял пост министра финансов; однако уже в октябре того же года министерство пало, вследствие разоблачений по делу о южных железных дорогах. В 1898 году в разгар «дела Дрейфуса» Рибо попытался сформировать правительство, но потерпел неудачу и на некоторое время отошел от участия в правительствах, оставаясь, однако, одним из лидеров правой оппозиции.
Позднее Рибо ещё дважды возглавлял кабинет министров: с 9 июня 1914 по 13 июня 1914 года и с 20 марта 1917 по 12 сентября 1917 года. На время последнего правительства Рибо выпали неудачи на фронте, Февральская революция в России, волнения во французской армии. Несмотря на то, что после резкой критики со стороны Клемансо и ряда других депутатов и сенаторов Рибо покинул пост главы правительства, он сохранял ещё некоторое время должность министра иностранных дел в следующем кабинете, сформированным Пенлеве. После прихода на пост председателя Совета министров Клемансо в ноябре 1917 года, с которым у Рибо в последние годы сложились непростые отношения, он отошёл от активной политической деятельности.
Александр Феликс Жозеф Рибо скончался 13 января 1923 года в Париже.